# Горичиця-под-Кримом
Горичиця-под-Кримом (словен. Goričica pod Krimom) — поселення в общині Брезовиця, Осреднєсловенський регіон, Словенія. Висота над рівнем моря: 291,5 м.